# Lucjan Sosnowski
Lucjan Sosnowski (ur. 6 stycznia 1934 w Skrzyńcu, zm. 4 września 1999 w Kałuszynie) – polski zapaśnik, dwukrotny olimpijczyk, wojskowy.
Jako sportowiec był zawodnikiem Legii Warszawa. Trenował zarówno zapasy w stylu wolnym, jak i klasycznym. Czternastokrotnie zdobywał mistrzostwo Polski. Brał udział w letnich igrzyskach olimpijskich w Rzymie (1960) i Tokio (1964). Za pierwszym razem wystartował w stylu klasycznym w wadze ciężkiej (5. miejsce) i w stylu wolnym w wadze ciężkiej (10.–11. miejsce), za drugim razem w stylu klasycznym w wadze półciężkiej (13.–14. miejsce).